# پیام رحمان ستایش
پیام رحمان ستایش معروف به پیام ستایش صخره‌نورد، عضو سابق تیم ملی هیمالیانوردی و از مدال آوران این رشته در سطح آسیاست وی مربی فعلی تیم ملی یخ‌نوردی ایران است. ایشان از دوران کودکی به سبب اینکه در یک خانواده ورزشی متولد شده بود ورزش حرفه ای خود را شروع کرد. پدر ایشان محمد رحمان ستایش از مربیان پیشکسوت کوهنوردی و یکی از بنیانگذاران کوهنوردی نوین و تکنیکی در زمان خود بود که قریب به ۶۰ سال پیش موفق به صعود قله ماترهورن واقع در کشور سوئیس شده بود. مادر ایشان مهوش همت یار هم از قهرمانان و ملی پوشان سابق رشته پرتاب دیسک و وزنه بودند که هم اکنون از مربیان پیشکسوت این رشته به حساب می آیند. او به عنوان مربی تیم ملی یخ‌نوردی ایران مدال‌های طلا، نقره و برنز در سطح جهانی و آسیایی کسب کرده و مربی اصلی چند یخ‌نوردان ایرانی از قبیل محمدرضا صفدریان بوده‌است. پیام رحمان ستایش، فرمانده ارشد نجات در ارتفاع و کوهستان، در سال ۱۳۸۶ در سمت مربی و مدیر فنی تیم هیمالیانوردی توانست برای اولین بار و به عنوان اولین ایرانی و اولین آتش‌نشان جهان به قله هیملونگ هیمال واقع در کشور نپال صعود کند و پیش از آن نیز در سال ۱۳۸۳ به عنوان عضو تیم ملی بر فراز قله اسپانتیک واقع در هیمالیای کشور پاکستان ایستاده بود. او در سال ۹۴، به سمت «سرپرستی سازمان فرهنگی ورزشی شهرداری اصفهان» منصوب شده‌است.

## مدرس ایمنی و نجات
پیام رحمان ستایش، از مدرسان بین‌المللی ایمنی ونجات در ارتفاع و بنیانگذار واحد تخصصی نجات در ارتفاع و کوهستان و در مقام مدیر و فرماندهی ارشد امداد و نجات در این رشته و رئیس ایستگاه سازمان آتش‌نشانی ،معاون عملیات و رییس اداره آموزش و پژوهش سازمان آتش نشانی اصفهان و عضو و دبیر کمیته فنی سازمان شهرداریهای وزرات کشور مشغول به فعالیت بوده است و هم اکنون نیز به عنوان کارشناس ارشد مهندسی HSE ایمنی و اتش نشانی و تدریس در دانشگاه مشغول به کار است.